# 마르두크 스크램블
마르두크 스크램블는 일본의 애니메이션이다.

## 스토리
배경은 카미타 시티라 불리는 미래도시이다. 여주인공 룬 바롯은 악명 높은 도박꾼 쉘 셉티노스에게 팔린 매춘부이다. 어느 날 밤, 쉘은 룬을 버리고 그녀를 폭발로 살해하려 시도한다. 그러나 그녀는 구출되고 닥터 이스터에 의해 몸이 반 이상 사이보그화되게 된다. 쥐의 모양을 한 인공지능 기계와 함께 그녀는 새 삶에 적응해 간다. 룬은 쉘으로부터 다시 살해되는것을 막기 위해 법정에서 증언하고 스스로를 지키기 위해 그녀에게 적용된 기술을 훈련받는다.